# Auguste Stéphane
Auguste Stéphane (Metz, 9 de febrer de 1863 - Publier, 12 de febrer de 1947) va ser un ciclista francès de finals del segle xix. La seva victòria més destacada fou la Bordeus-París de 1892.

## Palmarès
- 1892
  - 1r a la Bordeus-París
- 1894
  - 1r a la París-Spa
- 1897
  - 1r a la Tolosa-Agen-Tolosa